# 森山嘉久
森山 嘉久（もりやま よしひさ、1969年11月19日 - ）は、日本人のフランス料理人。栃木県小山市出身。埼玉県さいたま市在住。

## 役職
- Forest Mountain International 代表　（出張料理人、調理コンサルタント）
- ドリームゲートアドバイザー（経済産業省認定専門家）
- さいたま市産業創造財団専門家（調理専門）

## 経歴
- 1969年（昭和44年）- 11月19日、栃木県小山市出身。
- 1988年（昭和63年）- 栃木県立小山高等学校卒業。
  - 株式会社プリンスホテルに入社（赤坂プリンスホテル勤務）
- 1990年（平成2年）- 万座プリンスホテル出向、ビュッフェを担当（朝食、昼食、夕食）
- 1993年（平成5年）- 苗場プリンスホテル出向、レストラン（ニューヨーク）・宴会場（三国）を担当。
- 1996年（平成8年）- デックス東京ビーチ（お台場）施設内レストラン勤務、副料理長（スーシェフ）
- 1998年（平成10年）- 焼肉チェーン料理長として勤務。
- 2001年（平成13年）- 日本大使公邸料理人として3ヶ国（カザフスタン・モンゴル・ニュージーランド）に赴任。
- 2005年（平成17年）- ザ・プリンスパークタワー東京、シャングリラホテル東京に勤務。
- 2011年（平成23年）- 1月、Forest Mountain Internationalを設立[1]